# Et formosos saepe inveni pessimos, et turpi facie multos cognovi optimos
La locuzione latina Et formosos saepe inveni pessimos, et turpi facie multos cognovi optimos, tradotta letteralmente, significa ho trovato spesso persone belle ma pessime, e molte ne ho trovato di ottime, sebbene avessero brutto volto. (Fedro)
Sollecita a non fidarsi delle apparenze, dato che l'abito non fa il monaco, né la corda l'impiccato. 